# El Descendimiento (Medina de Rioseco)
El Descendimiento, también conocido como El Descendimiento de la Cruz y La Escalera, es una obra realizada por Francisco Díez de Tudanca en 1663 y modificada por Mariano Nieto Pérez en 1985. Portado el Viernes Santo por la Hermandad del Descendimiento de la Cruz, el grupo escultórico está ubicado en la Capilla de los Pasos Grandes de Medina de Rioseco, en Valladolid (Castilla y León, España).

## Historia

### Elaboración

#### Contratos
Primer contrato
Francisco Díez de Tudanca contrató el 26 de marzo de 1663 con la Cofradía de la Soledad de Nuestra Señora la hechura del conjunto con motivo de la solicitud de tres habitantes de Medina de Rioseco (Francisco Vázquez Céspedes, Antonio de Aguilar Carrera y Francisco Santos), quienes habían pedido al escultor con gran insistencia la elaboración de un grupo escultórico del Descendimiento «a ymitación del que tiene la cofradía de la santa Vera Cruz de esta ciudad de Valladolid que hizo Gregorio Hernandez». Sumado a esto, Tudanca debía tallar las imágenes de cuatro sayones las cuales irían destinadas al paso del Sepulcro de Cristo así como una urna y un tablero con dos figuras de ángeles portando el sepulcro a imagen y semejanza del Entierro de Cristo, paso perteneciente a la Ilustre Cofradía Penitencial de Nuestra Señora de las Angustias de Valladolid, actuando como garantes del escultor, además de su suegro Francisco Ezquerra, los estofadores y doradores Lucas de Ávila y Pedro Mondragón, quienes pudieron haberse encargado de la policromía:: 325 

En la ciudad de Valladolid a beinte y seis días del mes de marzo de mil y seiscientos y sesenta y tres años ante mi el escrivano y testigo parecio Francisco Diez de Tudanca escultor vecino desta ciudad y dijo que don Francisco Bazquez cespedes, Antonio de Aguilar Carrera y Francisco Santos vecinos de la ciudad de Medina de Rioseco le an pedido y rogado con mucha ynstancia y mobidos de santo celo les aga para la cofradía de la Soledad de Nuestra Señora de la dicha ciudad de Rioseco un paso de escultura del Descendimiento de la cruz a ymitación del que tiene la cofradía de la santa Vera Cruz de esta ciudad de Valladolid que hizo Gregorio Hernandez, ≡ y quatro figuras de quatro sayones para el sepulcro de Cristo una urna y tablero con dos angeles que lleban el sepulcro a ymitacion de los que estan en el paso del entierro de Cristo en la cofradía de las Angustias de esta ciudad obligandose a darlo echo y acabado con toda perfeccion de escultura y pintura para dia fijo y ellos sean de obligar como particulares e ynsolidun y no por cofradia a la paga y satisfacion de la cantidad de maravedis que por ello a de aber como adelante se ira aciendo escriptura en toda forma al cumplimiento de todo y para el cumplimiento de lo que el otorgante sea de obligar a de dar por sus fiadores a Francisco de Esquerra, Pedro Mondragon y Lucas de Avila vecinos de esta ciudad y poniendolo en efecto según y como lo tienen tratado con los dichos Francisco Bazquez Cespedes, Antonio de Aguilar Carreras y Francisco de Santos se obligan que ara dicho paso de escultura y pintura del Descendimiento de la cruz y las quatro figuras de quatro sayones urna y tablero con dos angeles para la dicha cofradía de la Soledad de Nuestra Señora de dicha ciudad de Rioseco [...].

En la primera de las quince cláusulas del contrato se acuerda la elaboración de siete tallas: Cristo, la Dolorosa, José de Arimatea (referido como «Matias»), Nicodemo (referido como «abad»), María Magdalena, San Juan y un mozo retirando los clavos, especificándose a mayores que la obra debía llevar «todas las ynsignias, tornillos y hierros que han de asegurar las figuras a su tablero de forma que vayan firmes y todos los demás herrajes y clavazon necesario y sus ruedas por bajo para que entre y salga el paso en las yglesias que le tocare andar todo muy bien seguro y firme». En la segunda cláusula se indica que las imágenes tenían que tener «la misma perfeccion y tamaño» que las del paso vallisoletano, mientras que en la tercera cláusula se especifica que las figuras debían ser ligeras y estar ahuecadas de modo que ninguna «pese [...] de una arroba arriba de suerte que todo el paso no pase su peso de veynte y quatro arrobas», indicándose a su vez que la madera a emplear debía ser «de Soria seca limpia y cortada en buena luna». En la cuarta cláusula se detalla que el encarnado, el estofado y el dorado debían ser «a ymitacion del paso de la Cruz de esta ciudad que va referido» y que todas las tallas tenían que llevar ojos de cristal, dejando claro que la obra sería tasada por peritos. En la siguiente cláusula se plasma que Tudanca debía elaborar cuatro sayones para el paso del Sepulcro de Cristo y que los mismos debían portar distintas armas y figurar «dormidos con diferentes posturas», mientras que en la sexta cláusula se indica la hechura de dos ángeles para el mismo paso los cuales «lleban el sepulcro de Xpto», expresando que todo esto «a de ser a ymitacion de los que estan en el paso del Entierro de Xpto que tiene la cofradia de las Angustias de esta dicha ciudad de Valladolid». La séptima cláusula especifica que el conjunto debía estar finalizado para el mes de septiembre de 1663 y montado por el propio Tudanca a su costa, pues una vez finalizada la obra «a de abisar a los dichos don Francisco Bazquez Cespedes Antonio de Aguilar Carrera y Francisco Santos para que vengan a esta ciudad de Valladolid y lo bean con las personas que se nombraran como ba dicho y cotejen el un paso con el otro a cuya ymitacion lo ha de hacer». Sumado a lo anterior, se indica a su vez la posibilidad de «quitar o enmendar algo» a juicio de los peritos.
Respecto al resto de cláusulas, en la octava Tudanca se comprometía a entregar el grupo escultórico una vez terminado para ser policromado en los tres meses siguientes con el fin de que la obra estuviese finalizada para la Navidad de 1663, mientras que en la cláusula siguiente se indica que tras el proceso de dorado, y con el visto bueno de Céspedes, Carrera y Santos o de otras personas designadas por la cofradía (aprobado esto a su vez por los peritos), se comprometían «los susodichos a enbiar a esta ciudad a su costa carros en que llebar a la ciudad de Rioseco los dichos pasos». En la décima cláusula Tudanca «se obliga a poner las figuras en los carros con el cuidado que conbiene para que bayan bien y no se maltraten e yra su persona a la dicha ciudad de Rioseco asentarlas en su sitio y abiendo pasado la procesion a de desarmar el paso y numerar los tornillos y las figuras con sus señales para que en adelante a qualquiera persona con facilidad pueda armarle y desarmarle». Se establece por su parte en la undécima cláusula que «las toallas y paños con que desciende los santos a Xpto an de correr por quenta de la dicha cofradia o sus comisarios y no por el dicho Francisco Tudanca», mientras que en la siguiente se indica un pago total de 6000 reales de vellón desglosados de esta forma: 1500 reales «luego de contado»; 1500 «para el dia de San Juan primero benidero deste presente año»; 1500 «para el dia de Navidad fin del»; y los 1500 restantes «para el dia que este todo acabado y asentado dicho paso en la dicha ciudad de Rioseco con calidad que lo a de estar para que sirba en la procesión de disciplina de la semana santa del año que biene de mill y seisciento sesenta y quatro». En la misma cláusula consta que de no cumplir el escultor con su parte del contrato «no se le ayan de dar mas de quatro mill reales porque ansi esta pactado y concertado y se pone por pena para que lo cumpla». En la decimotercera cláusula se menciona que Céspedes, Carrera y Santos quedaban obligados, «por asi como particulares», al pago de los 6000 reales «con obligacion de sus personas y bienes», figurando en la decimoquinta y última cláusula que el suegro de Tudanca, Francisco Ezquerra, actuaba como fiador. Al final del contrato se hacen constar como testigos «Joseph Calvo oficial de mi el escrivano, Bernardo Amien y Pedro Diez vezinos estantes en esta ciudad y los otorgantes» (Ezquerra y Tudanca), dando fe de todo Manuel de Elorriaga.
Segundo contrato
El 28 de marzo de 1663, apenas dos días después de la firma del primer contrato, se redactó uno nuevo ante el escribano oriundo de Medina de Rioseco Manuel de Sandoval, figurando como garante del escultor el arquitecto Francisco Cillero, 
«vecino de la villa de Tordesillas» que en ese entonces se hallaba a cargo de la construcción de la cúpula y la linterna de la cabecera de la Iglesia de Santa Cruz.: 170  En esta escritura hay muy pocos cambios con respecto a la anterior, destacando el hecho de que tras la firma de la misma se entregaron a Tudanca 1500 reales y que el plazo de entrega se amplió de septiembre a diciembre, figurando como nueva fecha el día de Navidad.

#### Modificaciones
Procesionado el conjunto por primera vez el conocido como «Viernes de la Cruz» de 1664, los diputados de la cofradía se reunieron con Tudanca un año después, el 20 de julio de 1665, para que el tallista efectuase algunas modificaciones; la hermandad procedió a prestarle 3300 reales «porque viniese a esta ciudad a enmendar el paso del descendimiento y acabar lo demás que estaba obligado». En 1666, tras haber llevado a cabo los cambios pertinentes en «la urna, ángeles y sayones y guantes que se le tenían ofrecidos acordaron el que se remitiesen y perdonasen al dicho Francisco Díez de Tudanca los dichos tres mil y trescientos reales por las razones arriba declaradas», indicándose que el artista tenía la obligación «de venir desde donde se hallare a volver a armar los dichos pasos para que estén en la parte y lugar donde está señalado y aderezarles y componerles si estuvieren maltratados por su cuenta sin que por ello la dicha cofradía le haya de dar cosa alguna». En caso de no cumplir lo acordado, el escultor era susceptible de ser denunciado por la cofradía además de reinstaurarse la deuda de 3300 reales; Tudanca aceptó las demandas de la hermandad y renunció al cobro de ningún maravedí en concepto de la reforma de los pasos.: 170 

### Paso rodante
Durante años circuló la leyenda de que poco después de la elaboración del grupo escultórico titulado La Crucifixión la cofradía solicitó a un carpintero de Medina de Rioseco la fabricación de mecanismos rodantes para trasladar tanto este paso como el de El Descendimiento. De acuerdo con este relato, cuando llegó Semana Santa solo se habían fabricado las ruedas para La Crucifixión, paso que salió con este sistema. Los portadores de El Descendimiento tuvieron que realizar un gran esfuerzo para sacar el paso a hombros, lo que provocó burlas del público hacia la forma de desfilar de La Crucifixión por no procesionar de forma tan meritoria, lo que llevó a los cofrades, heridos en su orgullo, a desintalar el mecanismo rodante y cargar el paso sobre los hombros. No obstante, la leyenda queda algo distorsionada si se revisa el libro de cuentas de la cofradía relativo al periodo 1688-1689, en el que consta que «se le hacen buenos cuarenta reales por hacer seis rruedas de olmo negrillo, herrarlas de yerro y abrir las caxas y ajustarlas al paso de Longinos», figurando a mayores un pago a Juan de Escobedo en concepto de «dos vigas de cuarto y sesma para meter las ruedas, herrarlas, clavos y chapas».
Teniendo en cuenta la primera de las cláusulas del contrato para la hechura de El Descendimiento, en la que se establecía que el mismo debía llevar «todos los demás herrajes y clavazon necesario y sus ruedas por bajo para que entre y salga el paso en las yglesias que le tocare andar todo muy bien seguro y firme», así como la frecuente adquisición de horquillas para el paso de La Soledad y la irregularidad del pavimento de las calles, parece ser que los sistemas rodantes eran empleados únicamente para facilitar el acceso a los templos así como la entrada y salida del lugar donde se custodiaban las obras, realizándose la procesión en sí a hombros. Actualmente ambos pasos son sacados e introducidos a pulso en la capilla por los cofrades, quienes deben realizar un gran esfuerzo para que las imágenes no toquen el dintel de la puerta, llegando casi a rozar los nudillos contra el suelo.

### Restauraciones

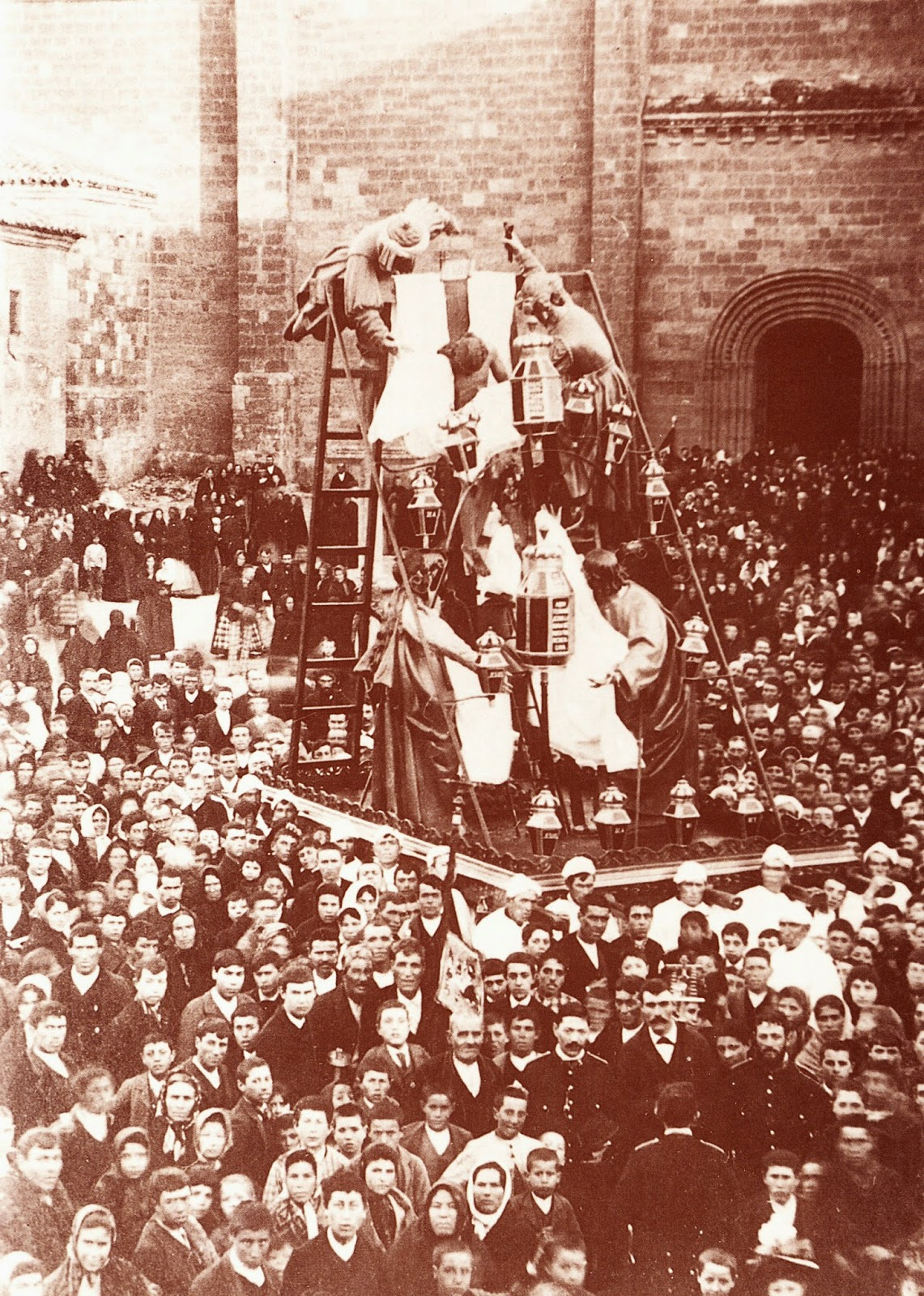
Primera fotografía de El Descendimiento, tomada durante la Procesión de la Soledad (posiblemente 1902).

En el periodo 1694-1695 se procedió a intervenir el conjunto por vez primera; en el libro relativo a estos años figura que Manuel Hordóñez compuso «los brazos a la echura de San Juan», tarea por la que cobró 18 reales, percibiendo cuatro por un nuevo tornillo y otros tres por el traslado. Por su parte, en el libro correspondiente a los años 1695-1696 consta una anotación contable en concepto de un retoque efectuado en la talla de José de Arimatea, no figurando la identidad de quien intervino en dicha labor, mientras que en el periodo 1697-1698 el escultor Tomás de Sierra efectuó modificaciones en la imagen de la Dolorosa (entre las que figura la añadidura de un ojo de vidrio), percibiendo como remuneración 34 reales. Años más tarde, en 1707, Sierra compuso «el brazo de una efixie del paso del Descendimiento», labor por la que se le abonaron 10 reales, mientras que en 1725 su vástago Francisco de Sierra percibió un pago de 15 reales por retocar los dedos de las tallas. Para el periodo 1750-1751 consta la fabricación por parte de Manuel Paredes de un tornillo de gran tamaño, mientras que en los años 1768-1769 se contrataron varios arreglos tanto para La Crucifixión como para El Descendimiento con Manuel Benavente y Tomás Riesgo, tareas por las cuales se les pagaron 200 reales más otros 24 en concepto de un retoque de la policromía, si bien no se sabe qué tipo de intervenciones se llevaron a cabo. Se cree que fue en los años centrales del siglo xviii o a finales del mismo cuando la cofradía procedió a retirar de El Descendimiento la talla de la Dolorosa. No se conoce si esta imagen fue destinada a ser venerada por separado (caso que sí se dio en la Dolorosa del paso de Valladolid) o si estaba deteriorada a tal punto que se hizo necesaria su eliminación, resultando desconocido su paradero actual. En el siglo xix no figura ninguna intervención sobre el conjunto, constando únicamente en el libro de actas de 1871 la adquisición de unas argollas en 1885.
En 1925 Ángela Caramanzana bordó una pañería nueva para el paso, aunque no sería hasta 1930 cuando el mismo volvería a ser restaurado. Las tareas, con un valor de entre 90 y 100 pesetas, consistieron en el arreglo tanto del paso como del tablero, siendo la obra más importante la policromía, la intervención sobre la plataforma para adecuarla al paso y la elaboración de una cenefa para lograr un aspecto idéntico al del paso de La Crucifixión, cuyos faroles fueron reubicados en 1964, mismo año en que se adquirieron cuatro faroles para El Descendimiento, piezas que serían reemplazadas solo cuatro años más tarde, siendo eliminado a su vez el entramado en el que se posicionaban. Para 1970 Mariano Nieto Pérez intervino la obra en su totalidad, proceso valorado en 76 500 pesetas de entonces, mientras que en 1976 Manuel Moras realizó unas nuevas escaleras y talló una nueva cruz. Por su parte, en 1984 se comisionó la hechura de una nueva Dolorosa; la imagen, réplica de la Virgen del paso vallisoletano, fue tallada en 1985 por Nieto Pérez durante una restauración de la obra mediante la técnica del sistema de puntos, saliendo en procesión por vez primera al año siguiente. Para 1994 se fabricó un tablero nuevo en la carpintería Albert de Medina de Rioseco, mientras que nueve años más tarde, en 2003, se procedió a restaurar nuevamente el conjunto y, sobre todo, la talla de Cristo, siendo esta intervención ejecutada por Natalia Martínez de Pisón (la talla de la Dolorosa fue intervenida por Mariano Nieto). También en 2003 se añadieron faroles nuevos creados por los hermanos de la cofradía y artesanos de la fundición Lorenzo Domínguez «Perero», los cuales, previstos para la Semana Santa de ese año, serían estrenados finalmente al año siguiente.
 

## Descripción
El conjunto escultórico, de siete metros de altura, se compone de un total de siete imágenes, todas ellas copiadas del paso homónimo de Fernández, el cual se inspira a su vez en la pintura de Pedro de Campaña El descendimiento de Cristo (1547).: 28  De una plasticidad y realismo mucho menor que el conjunto vallisoletano, las tallas poseen una factura notablemente basta debido quizá al reducido periodo de elaboración. La obra se caracteriza en su conjunto por una marcada composición diagonal si es vista de frente, elemento muy del estilo barroco, adquiriendo la forma de un triángulo rectángulo si se ve desde un lateral y careciendo de una composición piramidal debido al ensanchamiento producido por las figuras de Nicodemo y José de Arimatea. Destacan dos puntos de gran carga emocional, Cristo y la Dolorosa, en los que se traza una diagonal que centra la vista del espectador, dotando de equilibrio a la pieza, dividida a su vez en dos escenas a imagen y semejanza del grupo de Fernández: la escena alta, meramente física (Cristo, José de Arimatea y Nicodemo), y la escena baja, puramente emocional (San Juan, María Magdalena y la Dolorosa). Desprovista totalmente de cualquier atisbo de simetría, todas las líneas de la obra se caracterizan por su oblicuidad, mientras que en lo tocante a la disposición escenográfica existen numerosos contrapuntos al igual que en el paso vallisoletano: frente a la ansiedad y desconsuelo de San Juan destaca la resignación de la Magdalena; ante la muerte de Cristo la viveza de los brazos de su madre; ante la inestabilidad de la pose forzada de la figura de Nicodemo, la firmeza y seguridad de José de Arimatea; y frente a la vulnerabilidad de la desnudez del crucificado la opulencia de los ropajes del resto de personajes.

#### Cristo
De aproximadamente 25 kilos de peso, Cristo aparece ya muerto mientras es bajado de la cruz tras haber sido ambas manos desclavadas. El cuerpo es descendido por José de Arimatea y Nicodemo; el torso de Jesús parece apoyarse a la altura del abdomen contra la mano izquierda de José de Arimatea para no caer al suelo, estando los pies todavía clavados, el brazo izquierdo extendido y el derecho flexionado, con un sudario de tela sujetando el cadáver. La imagen, muy realista (aunque dotada de una antinatural rigidez), se caracteriza por su gran patetismo y la marcada anatomía del cuerpo, totalmente desnudo salvo por el paño de pureza, tallado a diferencia del de Fernández (el cual es de tela), luciendo la imagen unos ojos entreabiertos, barba, bigote y cabello ondulado. De carnaciones mate, todo el cuerpo está cubierto con heridas sangrantes de intensa policromía, destacando las marcas de los clavos y la herida provocada por la lanza de Longinos.

#### José de Arimatea
La imagen de José de Arimatea se alza sobre una de las escaleras, delante de la cruz. De espaldas al espectador, figura con la mano derecha sujetando unas tenazas y el brazo izquierdo extendido con la mano abierta frente al torso de Jesús, como si tratase de evitar que el cuerpo cayese hacia delante. El rostro, muy expresivo, muestra arrugas profundamente marcadas, luciendo un peinado acorde a la moda del momento, detalle reflejado también en la vestimenta, propia del siglo XVII e influenciada por arquetipos orientales como en el conjunto original: sombrero bermellón y naranja; sayo verde ajustado al talle y de caída acampanada; mangas abullonadas desde el hombro hasta el codo (de color bermellón con delgadas franjas verticales en negro) y ceñidas en el antebrazo (donde la manga es enteramente negra); calzón color calabaza y botas altas de color marrón.

#### Nicodemo
Nicodemo aparece en la otra escalera y detrás de la cruz a modo de contraparte de José de Arimatea. Luce barba larga de espesos rizos y aparece encorbado por encima del travesaño, con la pierna izquierda apoyada en la escalera y la derecha flexionada y alzada, estando el brazo derecho adelantado y en posición de agarrar el brazo de Jesús, mientras que el izquierdo se halla extendido y hacia atrás. Su indumentaria se compone de un sayo largo en color bermellón con envés en verde, mangas holgadas desde el hombro hasta el codo y ajustadas en el antebrazo, calzón naranja, botas oscuras y un turbante.

#### Sayón
El sayón figura erguido a los pies de la cruz portando un martillo en su mano derecha para quitar los clavos. Pese a la costumbre extendida en la época de dotar de rasgos grotescos a los sayones, este luce, al igual que el original, un rostro juvenil en el que se perfilan unos cabellos de prominentes ondulaciones. La vestimenta se compone de un jubón corto naranja ajustado en la cintura, mangas del mismo tono, calzón ceñido en las rodillas con una hilera de tres botones en vertical a ambos lados acorde a la moda del siglo XVII, medias ajustadas, calzado de policromía oscura y un gorro también oscuro y de pequeño tamaño.

#### San Juan
San Juan se halla con los brazos extendidos y encaminado hacia la cruz, como si estuviese en posición de recibir el cuerpo de Jesús. De carnaciones mate, posee cabello rizado y un rostro imberbe de rasgos suaves. Viste una túnica en color oliva ajustada con cíngulo y un manto bermellón con envés en morado de amplios y angulosos pliegues el cual cuelga de su hombro derecho, luciendo en los pies unas sencillas sandalias.

#### María Magdalena
La Magdalena se halla próxima al cadáver de Jesús y muestra el brazo derecho alargado en una pose un tanto forzada y la mano izquierda posada en el pecho, encima del corazón, al tiempo que con ella sostiene un pañuelo blanco y el manto (sujeto en la espalda con un nudo según la moda del momento), de color naranja con pequeñas franjas rojas a modo de rombos enmarcando hojas de color verde oscuro. Esta prenda tiene caída a ambos lados y se cubre de pliegues anchos y rígidos, siendo la túnica en color cobre y ceñida con cíngulo. A diferencia de la Magdalena de Fernández, la cual luce un moño con forma de rosca, en esta el cabello cae libremente por la espalda. A nivel estilístico está relacionada con la Virgen de la Asunción custodiada en la Iglesia museo de San Antolín de Tordesillas, obra de Tudanca entre 1650 y 1651.: 16 

#### Dolorosa
Popularmente llamada «La Malquerida», la Virgen aparece sentada en un banco bajo con los brazos abiertos y las manos extendidas, estando el rostro alzado y ligeramente girado a la izquierda, con expresión de dolor e imploración, al estilo de las Piedades. Al igual que San Juan, María está en posición de recibir el cuerpo de su hijo, con el torso girado a la izquierda y las piernas hacia la derecha, siendo una imagen realista y muy movida, aunque carente de escorzos violentos. De carnaciones mate, viste túnica bermellón, manto azul, un velo grisáceo y, sobre este, otro de color marfil. Los ropajes poseen drapeados acartonados mientras que los velos, cruzados entre sí y recogidos sobre el hombro derecho, lucen un pliegue a imitación del estilo de Fernández en el centro. El manto muestra así mismo una angulosa doblez bajo el brazo izquierdo y otras más curvas en el lado derecho, cruzándose los paños por encima de las piernas y luciendo un original nudo en la parte derecha de la Virgen, la cual calza zapatos negros.

## Legado
El Descendimiento constituye una de las copias de más calidad hechas del grupo de Fernández, de quien Tudanca recibió gran influencia al formarse con uno de sus discípulos directos. Destacado por ser el segundo grupo escultórico procesional en madera policromada y a tamaño natural del Descendimiento que se creó en España,: 115–116  entre el 8 de mayo y el 8 de diciembre de 2003 tuvo el honor de exhibirse en la Catedral de Segovia como representante de la Semana Santa riosecana en la muestra El Árbol de la Vida, organizada por Las Edades del Hombre. Uno de los denominados «Pasos Grandes» de Medina de Rioseco junto con La Crucifixión, el conjunto fue adquiriendo gran fama con el tiempo hasta el punto de tejerse en torno a él una leyenda la cual afirma que toda mujer soltera que logre tocar desde un balcón el pie derecho de la figura de Nicodemo durante la procesión contraerá matrimonio al año siguiente. La fama del paso ha llevado igualmente a su reproducción en diferentes materiales, como un relieve en piedra obra de Miguel Ángel Jiménez Escudero, un lienzo de Miguel Pascual Aranda, y una pintura sobre piedra de Ana Mulero.
La tradición por parte de los jóvenes de Medina de Rioseco de jugar en Semana Santa a procesionar los pasos llevó a que, con motivo del ciclo de actos realizados entre abril de 2013 y junio de 2014 por el 350.º aniversario de la creación y primera salida de El Descendimiento, se elaborase en 2014 una réplica a escala del conjunto escultórico para ser portada por niños, quienes la sacan en procesión por las calles del mismo modo que los adultos, lo que a su vez les sirve de entrenamiento para cuando alcancen la edad necesaria para cargar el paso grande. El 6 de junio del mismo año, también con motivo del aniversario, se estrenó El latido de la madera, cortometraje sobre la elaboración de El Descendimiento dirigido por el periodista riosecano y miembro de la hermandad José Ángel Gallego, mientras que el 7 de junio el paso realizó una procesión extraordinaria para cerrar los festejos.